# 워터파크역
워터파크역(Water Park station)은 인천광역시 중구 운서동에 있는 인천공항 자기부상철도의 역이다. 이 역 앞에는 역명과는 달리 워터파크는 존재하지 않는다.

## 역사
- 2012년 8월 16일 : 워터파크역으로 역명 결정[1]
- 2016년 2월 3일 : 인천공항 자기부상철도 개통과 함께 영업 개시
- 2022년 7월 14일: 시설 재정비로 활동중단

## 승강장
2면 2선의 상대식 승강장이며 스크린도어가 설치되어 있다.
| 파라다이스시티 ↑ |
| \| 상            |
| ↓ 용유           |

| 상행 | ● 인천공항 자기부상철도 | 인천공항1터미널 방면 |
| 하행 | ● 인천공항 자기부상철도 | 용유 방면            |

## 인접 정차역
| 인천공항 자기부상철도                   | 인천공항 자기부상철도   | 인천공항 자기부상철도 |
| --------------------------------------- | ----------------------- | --------------------- |
| M04 파라다이스시티 인천공항1터미널 방면 | ● 인천공항 자기부상철도 | M06 용유 방면         |